# Гришмановский, Виктор Александрович
Виктор Александрович Гришмановский (10.02.1927 — ?) — российский конструктор и учёный в области радиолокации, доктор технических наук, лауреат государственных премий.
Родился 10.02.1927. Член КПСС с 1961 г.
С 1952 по 1993 год работал в НПО «Радиоприбор»: инженер-исследователь, инженер-конструктор, старший и ведущий конструктор, руководитель группы, начальник отделения, с 1978 г. зам. главного конструктора, в 1987-1992 гг. первый заместитель генерального директора по научной работе — первый заместитель главного конструктора (с сохранением руководства отделением). После выхода на пенсию — эксперт Экспертно-аналитического центра предприятия.
Главный конструктор радиотелескопа РТ-70 для наземных пунктов с антенной П-2500 площадью 2500м2 (1978).
В должности начальника антенного отделения руководил созданием 70-метровой антенны П-2500.
Доктор технических наук.
Государственная премия СССР 1976 года (в составе коллектива)— за разработку гаммы высокочувствительных квантовых усилителей и их внедрение в системы дальней космической связи и радиоастрономию.
Ленинская премия 1986 года (в составе коллектива)— за радиолокационную съёмку поверхности планеты Венера с космических аппаратов «Венера-15» и «Венера-16».
Умер после 2009 года.
Сочинения:
- Радиосистемы межпланетных космических аппаратов / Р.В. Бакитько, М.Б. Васильев, А.С. Виницкий, В.А. Гришмановский ; Под общ. ред. А.С. Виницкого. - Москва : Радио и связь, 1993. - 326 с. : ил. - Авт. указаны на об. тит. л. - ISBN 5-256-01054-9